# Leskeodon caducifolius
Leskeodon caducifolius är en bladmossart som beskrevs av W. R. Buck, A. J. Shaw och C. J. Cox 2002. Leskeodon caducifolius ingår i släktet Leskeodon och familjen Daltoniaceae. Inga underarter finns listade i Catalogue of Life.